# Stenocercus ornatus
Stenocercus ornatus este o specie de șopârle din genul Stenocercus, familia Tropiduridae, descrisă de Gray 1845. Conform Catalogue of Life specia Stenocercus ornatus nu are subspecii cunoscute.